# Sustrum
Sustrum is een gemeente in de Duitse deelstaat Nedersaksen. De gemeente is onderdeel van de Samtgemeinde Lathen ( voor meer informatie, zie aldaar) in het landkreis Emsland. Sustrum telt 1.403 inwoners.
Tot Sustrum behoort het gehucht Sustrumermoor. Dit grenst aan het gehucht Wessingtange in de Nederlandse gemeente Westerwolde.

## Nazi-kampen (Emslandlager)

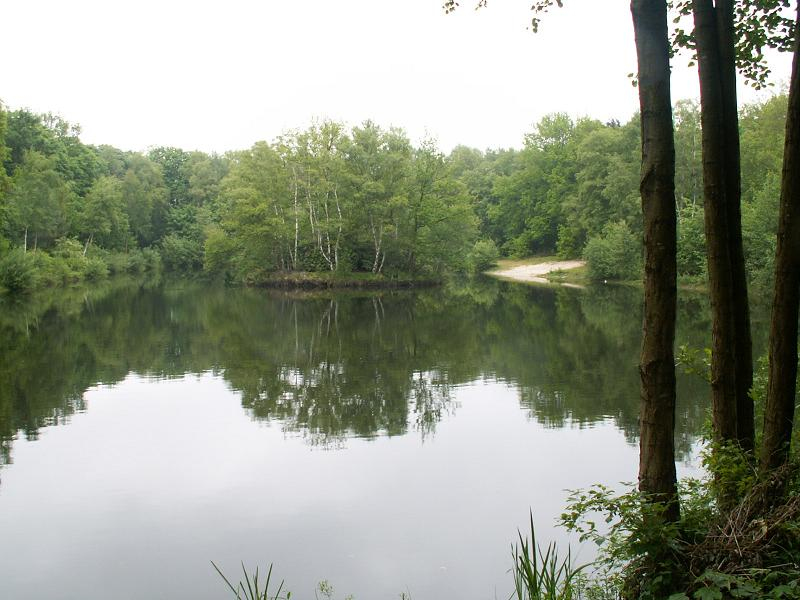
Resten van de vijver en het park Kamp Neusustrum
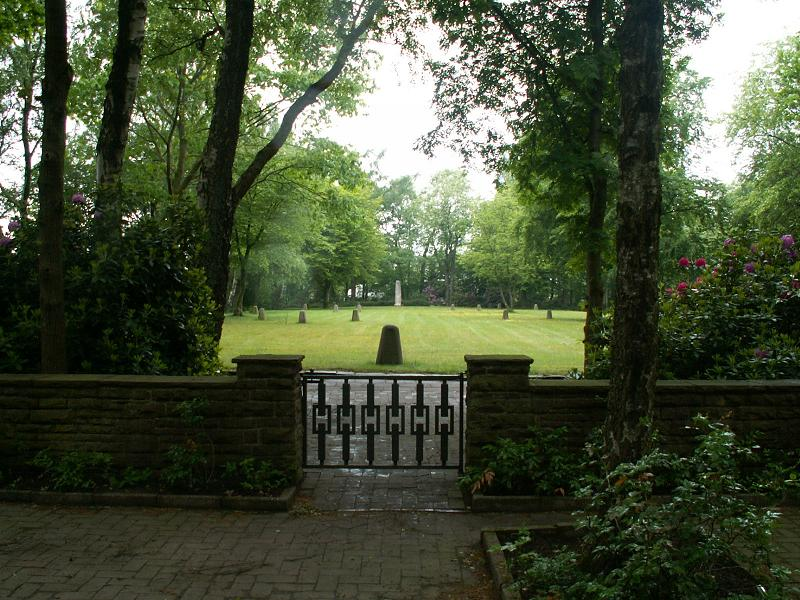
Begraafplaats voormalig kamp Oberlangen.

In de Tweede Wereldoorlog waren er binnen de gemeente enige van de vijftien beruchte Emslandlager gesitueerd. Dit waren in het Derde Rijk kampen, waar dwangarbeiders onder vaak onmenselijke omstandigheden en onder commando van soms uitzonderlijk wrede bewakers tewerkgesteld werden, en die daardoor soms het karakter van concentratiekampen kregen.
Zie:
- Kamp nr. 5: Kamp Neusustrum, hier moesten de dwangarbeiders een landhuis bouwen en een park met vijver aanleggen; de vijver is bewaard gebleven.
- Kamp nr. 6: Kamp Oberlangen

Het voormalige Kamp Esterwegen, dat zich in de huidige Samtgemeinde Nordhümmling bevindt, huisvest de centrale herdenkingsplaats voor alle 15 Emslandlager. Daar is ook een bezoekerscentrum.
- Gemeinsame Normdatei: 4648598-3
- Virtual International Authority File: 4396162783911166280009

Andervenne ·
Bawinkel ·
Beesten ·
Bockhorst ·
Börger ·
Breddenberg ·
Dersum ·
Dohren ·
Dörpen ·
Emsbüren ·
Esterwegen ·
Freren ·
Fresenburg ·
Geeste ·
Gersten ·
Groß Berßen ·
Handrup ·
Haren (Ems) ·
Haselünne ·
Heede ·
Herzlake ·
Hilkenbrook ·
Hüven ·
Klein Berßen ·
Kluse ·
Lähden ·
Lahn ·
Langen ·
Lathen ·
Lehe ·
Lengerich ·
Lingen ·
Lorup ·
Lünne ·
Meppen ·
Messingen ·
Neubörger ·
Neulehe ·
Niederlangen ·
Oberlangen ·
Papenburg ·
Rastdorf ·
Renkenberge ·
Rhede ·
Salzbergen ·
Schapen ·
Sögel ·
Spahnharrenstätte ·
Spelle ·
Stavern ·
Surwold ·
Sustrum ·
Thuine ·
Twist ·
Vrees ·
Walchum ·
Werlte ·
Werpeloh ·
Wettrup ·
Wippingen